# Kerzers
Kerzers (en francés Chiètres) es una comuna suiza del cantón de Friburgo, situada en el distrito de See. Limita al norte con las comunas de Fräschels, Golaten (BE) y Kallnach (BE), al este con Golanten de nuevo y con Wileroltigen (BE), al sur con Gurbrü (BE) y Ried bei Kerzers, con quien también limita al occidente junto con la comuna de Treiten (BE).

## Transporte
.
Ferrocarril

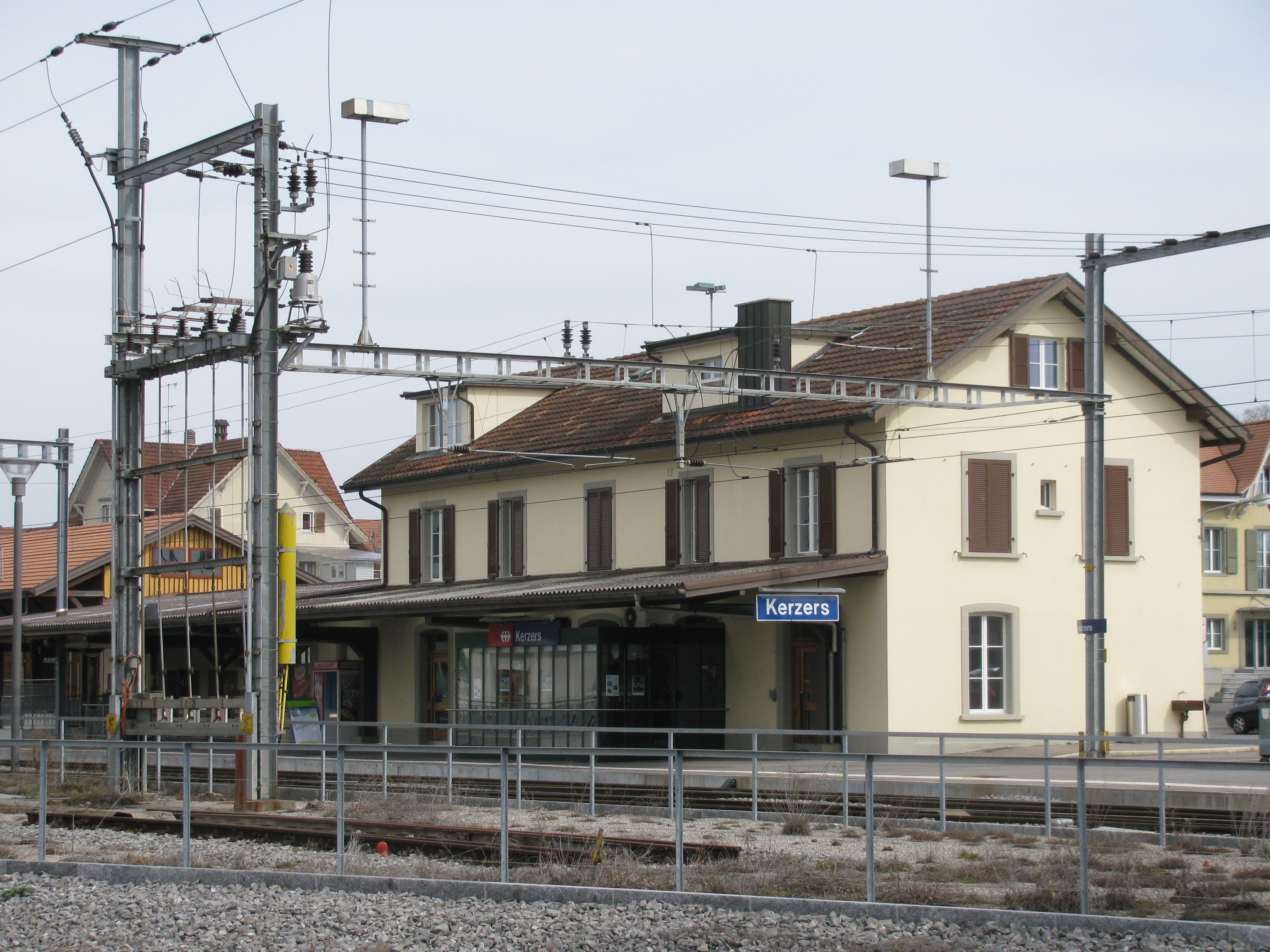
La estación de Kerzers

Kerzers tiene una estación de ferrocarril en la que paran trenes regionales y de cercanías que permiten que tenga conexiones frecuentes con diferentes localidades cercanas, así como con Berna.

## Referencias

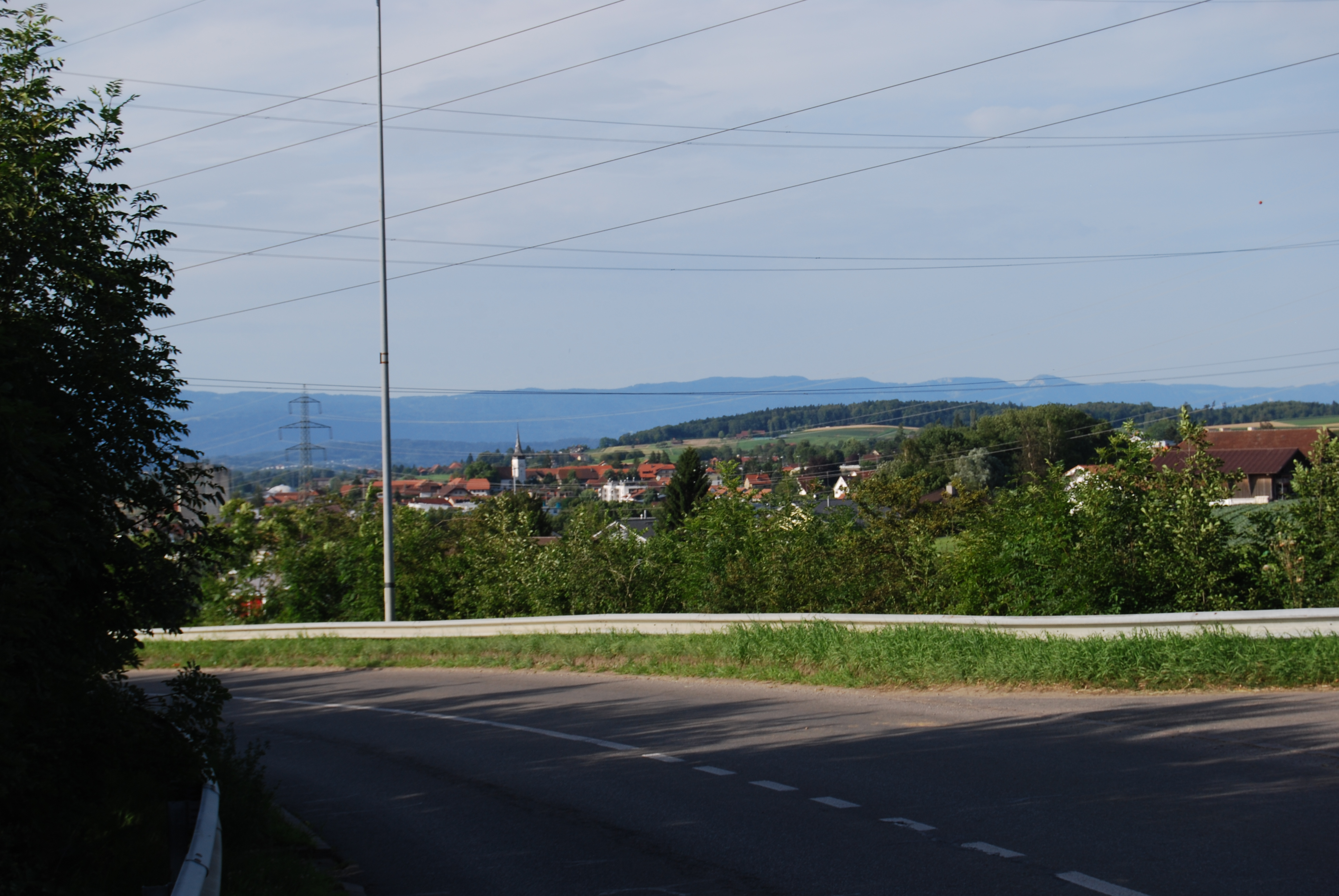
Kerzers